# Both
Both es una banda de pop rock francesa con sede en la ciudad de Metz. Fue creada en enero de 2004. Realizan conciertos en Francia y Bélgica. Sus canciones, publicadas bajo una licencia Creative Commons, se distribuyen de forma gratuita y abierta en la comunidad de música libre Jamendo.

## Discografía
- Simple Exercice (diciembre de 2004)

1. Simple exercice
2. Réveille le Hippie
3. The Monster
4. Qui déchante
5. J.E.T. Apostrophe A.I.M.E.
6. Take Up Arms
7. Je le veux aussi

- En attendant d'aller sur Mars (mayo de 2005)

1. En attendant d'aller sur Mars
2. Axel
3. Une charogne
4. I m' leaving
5. Elles disent
6. Now or Never
7. La forteresse vide
8. Quand on à pas ce qu'on aime
9. In vino veritas

- Alice's death in wonderland (mayo de 2009)

1. Alice's death in wonderland
2. Aël se meurt
3. Mon île
4. La pensée
5. Axel (versión 2009)
6. Et pourtant
7. L'homme aux longues mains
8. Femme sans visage
9. Des corps
10. I am an hell